# Tylomys nudicaudus
La rata trepadora de cola pelona (Tylomys nudicaudus) es una especie de roedor de la familia Cricetidae, nativa de América central y el sur de México.

## Distribución
Su área de distribución incluye Nicaragua, Honduras, El Salvador, Guatemala y Belice en América Central, y se extiende de Guerrero y Veracruz hacia el sur en México. Su rango altitudinal oscila entre zonas bajas y 2300 m s. n. m.